# Шахін Ґерай (калга)
Шагін Ґерай (Шахін-Ґірей, Шахін-Гірей) († 1641) - калга (спадкоємець престолу) хана, брат кримського хана Мехмеда III Ґерая, з яким правив ханатом в 1624 — 1628 роках. 
Шахін Ґерай прагнув скинути васальну залежність Криму від Османської імперії. Уклав союз з запорозькими козаками (24 грудня 1624), які ходили 1624 року трьома походами на Османську імперію й нищили околиці Стамбулу (Царгороду). 
Союз Шахіна Ґерая із запорожцями був поновлений 1628 за повторного гетьманства М. Дорошенка, 1628 запорозькі козаки пішли на допомогу Шахіну Ґераю, але зазнали втрат під Бахчисараєм, де полягли М. Дорошенко та Оліфер Голуб. 
Під час облоги Кафи ворогуючі кримські партії (проосманська і самостійницька) примирилися і спільно ударили на козаків, яким, одначе, вдалося зробити пролом через ворожі війська і повернутися на Січ.